# Aquí está Pelusa (álbum)
Aquí está Pelusa es el segundo álbum solista del cantante y compositor argentino de cuarteto Pelusa. Fue lanzado en 1984 por el sello RCA Victor en disco de vinilo y casete.

## Lista de canciones
Lado A
1. «Pelusa aquí está / Ella es un amor» (Miguel Antonio Calderón, Daniel Castillo) – 3:45
2. «Pálido estoy y vos no» (Miguel Antonio Calderón, César Ochetti, Carlos García) – 2:39
3. «Píntame con besos» (Franne Golde, Albert Hammond) – 3:28
4. «Mi amor es algo grande» (Miguel Antonio Calderón, Wenceslao Cerini) – 2:56
5. «Alguien cantó» (Jürgens) – 3:26
6. «Mentías de día María» (Miguel Antonio Calderón, Antonio Barrientos) – 2:40

Lado B
1. «Cuando tú no estás» (Manuel Alejandro) – 4:13
2. «Pero nunca cambiarás» (Miguel Antonio Calderón, Juan Pablo Zubillaga) – 2:31
3. «Adorada Inés» (Miguel Antonio Calderón, Daniel Castillo) – 2:38
4. «Chiquilina» (Eduardo Franco, Cacho Valdez) / «Pero allí» (J. Monty) – 3:53
5. «Tú fuiste mi historia de amor / Será oro mañana» (Miguel Antonio Calderón) – 6:16

## Créditos
- Producción: Luis "D'Artagnan" Sarmiento
- Dirección artística: Adolfo San Martín

### Reedición del 2001
Aquí está Pelusa fue relanzado por BMG Ariola Argentina S.A. el 27 de junio de 2001 en versión CD y casete, junto a las 10 pistas que integran el álbum Pelusa, bajo el nombre de Discografía completa, volumen 1.
- Datos: Q107652434